# Göran Petersson
Göran Petersson (ur. 2 lipca 1942 w Göteborgu) – szwedzki żeglarz, działacz sportowy.
W ciągu kariery zawodniczej był medalistą (w tym raz złotym) mistrzostw Szwecji w klasie 505. Działacz szwedzkiej federacji żeglarskiej, sędzia na wielu zawodach międzynarodowych; w latach 1994–2004 był wiceprezesem Międzynarodowej Federacji Żeglarskiej (ISAF), w listopadzie 2004 został wybrany na prezesa ISAF (zastąpił Kanadyjczyka Hendersona).